# Эвриций Корд
Эври́ций Корд (лат. Euricius Cordus, также Э́врих Эберва́йн (нем. Eurich Eberwein), наст. имя — Ге́нрих Ри́тце Зо́льден (Heinrich Ritze Solden); 1486 — 1535) — немецкий средневековый медик и ботаник.

## Биография
Генрих Ритце родился тринадцатым ребёнком в семье гессенких крестьян в 1486 году. Родители Генриха (уже в школьные годы принявшего псевдоним Эвриция) умерли ещё в его детстве. В школе во Франкенберге Эвриций стал другом Эобана Коха, в будущем — известного поэта Гелия Эобана Гесса.
После окончания школы Эвриций поселился в родном Зимтсхаузене (сейчас — район Мюнхгаузена) в Гессене, женился. В 1515 году у него родился сын Валерий. В 1516 году Эвриций Корд получил в Эрфуртском университете степень магистра. С 1517 года он учился в Лейпциге, одновременно преподавая. Там он познакомился с Иоахимом Камерарием-старшим, на много лет ставшим его другом.
Впоследствии Корд и Камерарий переехали в Эрфурт, где вместе с Эобаном Гессом основали семинарию, однако, уже в 1521 году закрытую. Из-за нехватки средств Кордус подался в медицину, на деньги некоего эрфуртского врача Стурция на год отправился в Феррару. В 1522 году он получил в Феррарском университете степень доктора медицины под руководством Никколо Леоничено, которому к тому времени было 94 года.
По возвращении из Феррары Корд несколько лет работал врачом, в 1527 году стал профессором медицины в только что основанном Марбургском университете. В свободное время Корд занимался переводом греческих поэм на латинский, а также написанием собственных стихотворений. Также он написал книгу по ботанике, Botanologicon, изданную в Кёльне в 1534 году.
Эвриций Корд сатирически критиковал немецких гуманистов, а также многих врачей-современников, в результате чего был вскоре вынужден покинуть Марбургский университет. Последние годы жизни он работал в Бремене городским врачом. Скончался 24 декабря 1535 года в возрасте 49 лет.

## Некоторые публикации
- Botanologicon. (1534)